# Racek pruhoocasý
Racek pruhoocasý (Larus belcheri) je středně velkým jihoamerickým druhem racka ze skupiny velkých bělohlavých racků rodu Larus.

## Popis
Dospělí ptáci mají bílou hlavu, tělo a ocas, černošedý hřbet a křídla; nohy jsou žluté, zobák je žlutý s černou špičkou. Je obtížně odlišitelný od příbuzného racka argentinského (Larus atlanticus). V prostém šatu má černou hlavu. Mladí ptáci jsou celkově hnědě zbarvení, s tmavohnědou hlavou.

## Výskyt
Racek pruhoocasý hnízdí na pobřeží Tichého oceánu od severního Peru na jih po Coquimbo v Chile. V mimohnízdní době se ptáci rozptylují na jih i na sever, zaznamenán byl až v Panamě, nověji dokonce ve Spojených státech (Kalifornie, Florida).